# Irish League 1955-1956
L'Irish League 1955-1956 è stata la 55ª edizione della prima divisione del campionato nordirlandese di calcio.
Il campionato era formato da dodici squadre e il Linfield vinse il titolo. Non vi furono retrocessioni.

## Classifica finale
| Pos. | Squadra          | G  | V  | N | P  | GF | GS | Punti |
| ---- | ---------------- | -- | -- | - | -- | -- | -- | ----- |
| 1    | Linfield         | 22 | 19 | 2 | 1  | 56 | 16 | 40    |
| 2    | Glenavon         | 22 | 14 | 1 | 7  | 77 | 38 | 29    |
| 3    | Bangor           | 22 | 11 | 5 | 6  | 69 | 54 | 27    |
| 4    | Coleraine        | 22 | 10 | 5 | 7  | 56 | 46 | 25    |
| 5    | Glentoran        | 22 | 10 | 4 | 8  | 43 | 40 | 24    |
| 6    | Distillery       | 22 | 7  | 7 | 8  | 39 | 40 | 21    |
| 7    | Ards             | 22 | 9  | 2 | 11 | 44 | 45 | 20    |
| 8    | Portadown        | 22 | 7  | 4 | 11 | 43 | 57 | 18    |
| 9    | Derry City       | 22 | 6  | 4 | 12 | 42 | 54 | 16    |
| 10   | Crusaders        | 22 | 6  | 4 | 12 | 36 | 53 | 16    |
| 11   | Cliftonville     | 22 | 5  | 4 | 13 | 33 | 62 | 14    |
| 12   | Ballymena United | 22 | 7  | 0 | 15 | 36 | 69 | 14    |

G = Partite giocate; V = Vittorie; N = Nulle/Pareggi; P = Perse; GF = Goal fatti; GS = Goal subiti; 